# Litochila carbonaria
Litochila carbonaria är en stekelart som först beskrevs av Smith 1874.  Litochila carbonaria ingår i släktet Litochila och familjen brokparasitsteklar. Inga underarter finns listade i Catalogue of Life.